# 南底河

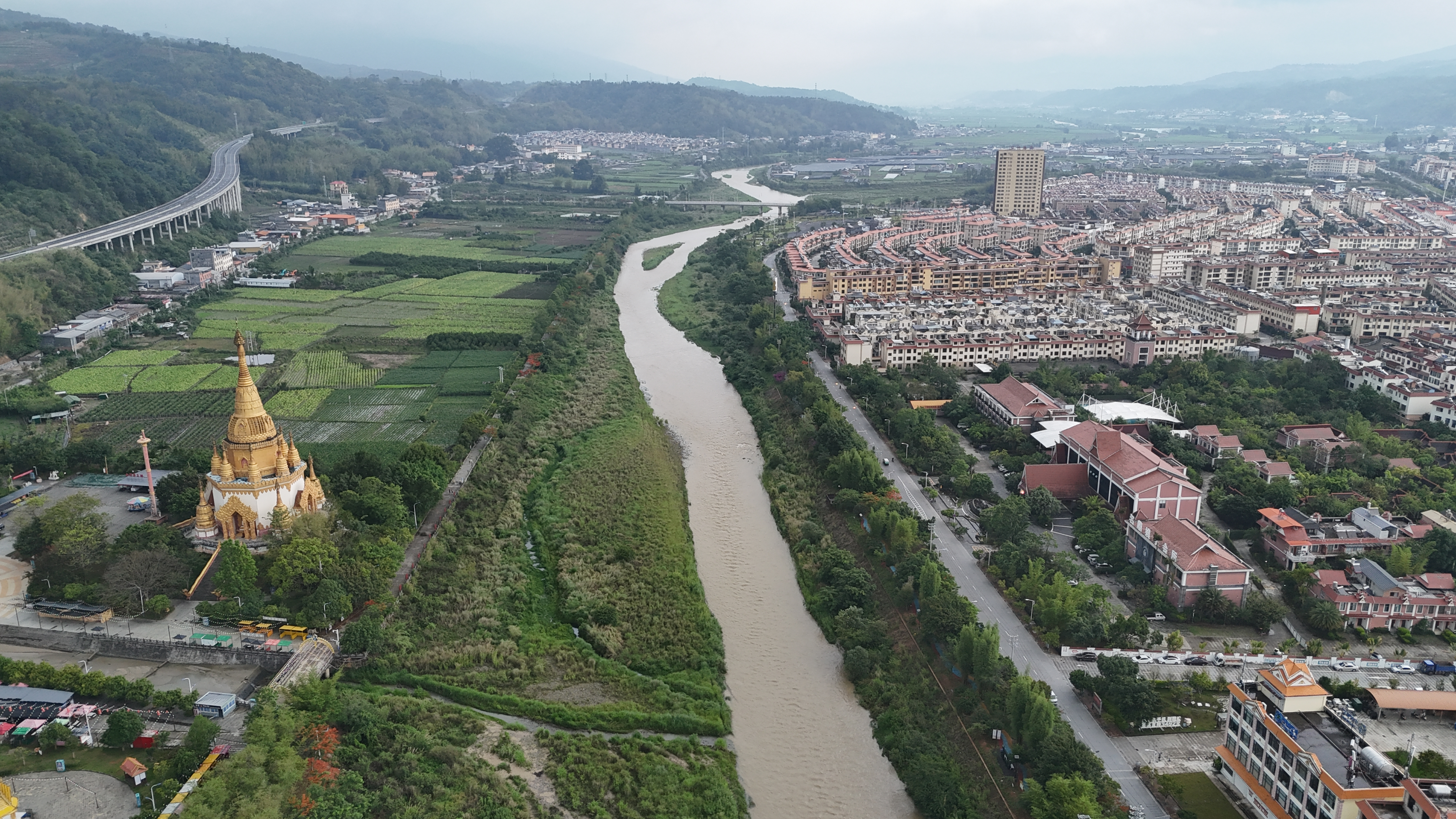
流经梁河县城的南底河。

南底河，位于中国云南省西南部，是大盈江左岸支流。
源流称打苴河，发源于腾冲市北海乡（旧称打苴乡）花园村以东，发源地高程2117米，蜿蜒向西南，经北海乡新乐社区龙家营至腾冲市区腾越镇西南叠水河太极桥之间称大沙河，过太极桥后又称叠水河，继续向西南流经荷花镇，于荷花镇民团社区以南右纳明朗河后始称“南底河”，随后进入德宏傣族景颇族自治州梁河县境内，继续西南流经梁河县曩宋阿昌族乡和县城遮岛镇，过葫芦口水电站后进入盈江县，于盈江县旧城镇旧城村下拉相以北汇入大盈江。河长91.3千米，流域面积1721平方千米。落差1330米。多年平均流量51.4立方米每秒。南底河两岸宽谷和峡谷相间，流域内泥石流山洪灾害较为严重。上游的腾冲市是著名的边贸旅游城市，中游地区农业发达。